# Sakarya (province)
Pour les articles homonymes, voir Sakarya.
Sakarya est une province (il) de Turquie située au bord de la mer Noire. Son nom provient de la rivière Sakarya coupée par le barrage de Yenice. C'est une des rares provinces turques dont le nom n'est pas celui de la préfecture de la province. Son chef-lieu, Adapazarı, est à 45 km d'İzmit (Kocaeli) et à 130 km d'İstanbul situé sur l'axe Ankara - İstanbul. L'autoroute O4 dessert la province et notamment Adapazarı.
Rejoint petit à petit les villes industrielles grâce à l'implantation d'usines Toyota et Goodyear.

## Population
De nombreux habitants musulmans du Caucase vivent dans cette région. Ils sont les descendants des réfugiés pendant les guerres ottomanes russes. Ils sont appelés cherkess et laz.
| 2000    | 2001    | 2002    | 2003    | 2004    | 2005    | 2006    | 2007    | 2008    |
| ------- | ------- | ------- | ------- | ------- | ------- | ------- | ------- | ------- |
| 750 485 | 762 848 | 774 397 | 785 845 | 797 793 | 810 112 | 822 715 | 835 222 | 851 292 |

| 2009    | 2010    | 2011    | 2012    | 2013    | 2014    | 2015    | 2016    | 2017    |
| ------- | ------- | ------- | ------- | ------- | ------- | ------- | ------- | ------- |
| 861 570 | 872 872 | 888 556 | 902 267 | 917 373 | 932 706 | 953 181 | 976 948 | 990 214 |

| 2018      | 2019      | 2020      | 2021      | 2022      | 2023      | - | - | - |
| --------- | --------- | --------- | --------- | --------- | --------- | - | - | - |
| 1 010 700 | 1 029 650 | 1 042 649 | 1 060 876 | 1 080 080 | 1 098 115 | - | - | - |